# Thomas Basin
Pour les articles homonymes, voir Basin et Bazin.
Thomas Basin (ou Bazin), né à Caudebec-en-Caux en 1412 et mort à Utrecht le 3 décembre 1491, est un évêque et un chroniqueur français de langue latine.

## Biographie
Il a laissé une autobiographie en latin intitulée Breviloquium, écrite à Utrecht en 1488. Le titre plus étendu est Breviloquium peregrinationis et mansionum XLII quas in deserto hujus sæculi nequam habuit Thomas, car il divise sa vie en quarante-deux déplacements comme les quarante-deux déplacements des Hébreux dans le désert.
Après une enfance passée en partie à Rouen, Rennes et Nantes à cause de la guerre franco-anglaise, il fut inscrit à l'université de Paris à l'âge de douze ans, et y obtint la maîtrise ès arts, par dispense, à dix-sept ans. Il étudia ensuite le droit civil romain à l'université de Louvain, compléta ce cursus à Pavie, puis prit des grades en droit canonique à Louvain. Il séjourna ensuite un temps à la cour du pape Eugène IV.
Rentré en Normandie (occupée alors par les Anglais), il décida bientôt de retourner en Italie en passant par les Pays-Bas et l'Allemagne, mais le navire fut attaqué par des corsaires et dut se réfugier à Londres, où Thomas Basin souffrit d'une grave maladie. Reparti pour l'Italie, il assista à des sessions du concile de Florence (1438/39), puis s'attacha au nonce envoyé en Hongrie, où il séjourna pendant huit mois. Rentré à Rome, il fut nommé par Eugène IV chanoine à Rouen.
De retour en Normandie, il fut invité à enseigner le droit canonique à l'université de Caen (fondée par les Anglais en 1432). Il tint cette chaire de 1441 à 1447, avant d'être élu en cette dernière année évêque de Lisieux. Au moment de la reconquête de la Normandie par Charles VII (1449/50), il eut à gérer pour son diocèse le passage de l'administration anglaise à l'administration française. Premier évêque normand à se rallier à Charles VII, il prononça la harangue de bienvenue au roi à son entrée solennelle à Rouen. Il fut nommé conseiller du roi. Il rédigea en 1453 un mémoire en faveur de la réhabilitation de Jeanne d'Arc (Opinio et consilium super processu et condemnatione Johanne, dicte Puelle), et participa au procès de réhabilitation en 1455/56. Comme conseiller du roi, il est également l'auteur d'une proposition de réforme de la justice, Libellus de optimo ordine forenses lites audiendi et deferendi.
En 1465, il adhéra à la Ligue du Bien public, et quand elle fut défaite se réfugia à Louvain en territoire bourguignon. Louis XI ayant promulgué une amnistie, il se rendit à la cour (qui se tenait tantôt à Tours, tantôt à Bourges) pour obtenir l'autorisation de reprendre le gouvernement de son diocèse, mais le roi le fit attendre six mois sans le recevoir. Finalement il fut nommé président de la cour souveraine du comté de Roussillon (que Louis XI avait fait occuper en 1461). Il resta à Perpignan pendant quatorze mois, ayant confié l'administration du diocèse de Lisieux à ses frères. Il se vit offrir l'évêché d'Elne, mais refusa.
Jean Bouchard, évêque d'Avranches et confesseur de Louis XI, ayant obtenu en 1467 qu'il puisse rentrer à Lisieux, il se prépara au retour, mais apprit peu après que le roi s'était ravisé et qu'un messager se dirigeait vers Perpignan pour lui ordonner d'y rester. Tentant de lui échapper, il quitta la ville et gagna le Dauphiné, puis Genève, alors résidence du duc de Savoie Amédée IX. Le messager royal finit par l'y rattraper, mais il craignit les desseins véritables de Louis XI et décida de rester à l'abri. Le temporel du diocèse de Lisieux fut alors saisi, et les frères de l'évêque jetés en prison, où ils restèrent pendant un an.
L'évêque résida alors successivement à Bâle, à Louvain et à Trèves, soumis à des pressions pour qu'il démissionne. Finalement, en 1474, il céda : il se rendit à Rome auprès du pape Sixte IV, renonça au titre d'évêque de Lisieux, et reçut en compensation celui, tout théorique, d'archevêque de Césarée-en-Palestine « in partibus infidelium ».
Ensuite, pendant les dix-sept ans qui lui restaient à vivre, il habita successivement Trèves, Louvain, Liège, Utrecht, Bréda, puis à nouveau Utrecht, où il se fixa auprès de l'évêque David de Bourgogne et mourut à l'âge de soixante-dix-neuf ans. Il fut enterré dans l’église Saint-Jean de la ville. Une statue de lui a été inaugurée à Caudebec-en-Caux le 19 mai 1954.

## Œuvres
En dehors des ouvrages déjà cités, on conserve aussi de lui un texte pour sa justification intitulé Apologia (1475), et un texte polémique Contra errores et blasphemias Pauli de Middleburga dirigé contre l'astrologue flamand (plus tard évêque) Paul de Middlebourg (texte reproduit, comme le Breviloquium, dans l'édition Quicherat). Mais son ouvrage principal, intitulé Historiæ de rebus a Carolo VII. et Ludovico XI. Francorum regibus gestis, composé entre 1471 et 1484, est un récit d'histoire générale qui s'étend de 1407 à 1483. Il n'a pas été signé par son auteur, et a longtemps été attribué à un certain « Amelgard, prêtre du diocèse de Liège », dont on ne sait rien et qui n'a peut-être jamais existé ; c'est sous ce nom qu'une partie en apparaît dans le tome IV de l' Amplissima collectio d'Edmond Martène et Ursin Durand (Paris, 1729, p. 741-786). L'ouvrage fut restitué à son véritable auteur seulement au XIXe siècle, par Jules Quicherat, qui en donna en 1855/59 une édition sous les auspices de la Société de l'histoire de France (4 volumes). Cette première édition était fondée sur le manuscrit BnF ms. lat. 5962, qui s'est révélé par la suite fort défectueux et incomplet, car Wilhelm Meyer découvrit en 1892 un autre manuscrit bien meilleur à la bibliothèque universitaire de Göttingen. L'édition de Charles Samaran aux Belles-Lettres (de 1933 à 1972, 5 volumes) est donc bien mieux étayée.

### Éditions contemporaines
- Histoire des règnes de Charles VII et de Louis XI, éditée par Jules Quicherat, Paris, Jules Renouard, 1855-1859 (en latin), [lire en ligne].
- Thomas Basin, Histoire de Charles VII : éditée et traduite par Charles Samaran, t. I : 1407-1444, Paris, Les Belles lettres, coll. « Les classiques de l'histoire de France au Moyen Âge » (no 15), 1933, XLVIII-309 p. (présentation en ligne, lire en ligne).
- Thomas Basin, Histoire de Charles VII : éditée et traduite par Charles Samaran, t. II : 1445-1450, Paris, Les Belles lettres, coll. « Les classiques de l'histoire de France au Moyen Âge » (no 21), 1944, 365 p. (présentation en ligne).
- Thomas Basin, Histoire de Louis XI : éditée et traduite par Charles Samaran, t. I : 1461-1469, Paris, Les Belles Lettres, coll. « Les classiques de l'histoire de France au Moyen Âge » (no 26), 1963, XXIII-355 p. (présentation en ligne), [présentation en ligne], [présentation en ligne], [présentation en ligne].
- Thomas Basin, Histoire de Louis XI : éditée et traduite par Charles Samaran et Monique-Cécile Garand, t. II : 1470-1477, Paris, Les Belles Lettres, coll. « Les classiques de l'histoire de France au Moyen Âge » (no 27), 1966, 365 p. (présentation en ligne).
- Thomas Basin, Histoire de Louis XI : éditée et traduite par Charles Samaran et Monique-Cécile Garand, t. III : 1477-1483, Paris, Les Belles Lettres, coll. « Les classiques de l'histoire de France au Moyen Âge » (no 30), 1972, XIII-464 p. (présentation en ligne), [présentation en ligne].
- Thomas Basin, Histoire de Charles VII et Louis XI : introduction, traduction et notes par Joël Blanchard, Franck Collard et Yves de Kisch, Paris, Pocket, coll. « Agora » (no 337), 2018, 903 p. (ISBN 978-2-266-19786-1).
- Procès de condamnation et de réhabilitation de Jeanne d'Arc, dite La Pucelle, publiés pour la première fois d’après les manuscrits de la Bibliothèque royale, suivis de tous les documents historiques qu'on a pu réunir, et accompagnés de notes et d'éclaircissements, Jules Quicherat (éd.), Thomas de Courcelles et al., Paris, Jules Renouard et Cie, 1841-49 ; New York, Johnson Reprint Corp. 1965.
- Apologie ou Plaidoyer pour moi-même, éditée par Charles Samaran et Georgette de Gröer, Paris, Les Belles lettres, 1974.
- Fragments inédits de l'histoire de Louis XI, Léopold Delisle (éd.), Paris, Imprimerie Nationale, 1893.